# اسکات پمبروک
اسکات پمبروک (انگلیسی: Scott Pembroke؛ ‏ ۱۳ سپتامبر ۱۸۸۹ – ۲۱ فوریهٔ ۱۹۵۱) کارگردان فیلم و بازیگر اهل ایالات متحده آمریکا بود. او در بین سال‌های ۱۹۲۰ تا ۱۹۳۷ میلادی ۷۳ فیلم را کارگردانی نمود.
از فیلم‌هایی که وی در آن‌ها نقش داشته‌است، می‌توان به گاز و هوا، روپرت اهل هی ها، سفارش‌های مختصر، بکش یا شفا بده، سیاه‌مست، دکتر پیکل و آقای پراید، غرب هات‌داگ، روزگار غم‌بار ملوانی، بازداشت‌شده، جایی به اشتباه، دوقلوها و بلبشوی ماندارین اشاره نمود.